# Sifaka velký
Sifaka velký (Propithecus diadema), zastaralým českým jménem požast, je druh lemura z čeledi indriovití (Indridae).

## Výskyt
Sifaka velký je endemitním druhem Madagaskaru, vyskytuje se ve východních a severovýchodních regionech ostrova. Směrem na jih se areál rozšíření táhne až k východomadagaskarské řece Onive, severní hranice není tak zřetelně vymezena. Historicky se druh vyskytoval až k řece Antainambalana na severu ostrova, dnes však v těchto regionech již není pozorován. Přirozeným prostředím jsou původní deštné lesy, přežívat však může i v degradovaných lesích a menších lesních fragmentech.

## Popis
Členové rodu Propithecus, kam spadá i sifaka velký, patří mezi mohutné lemury. Dosahují délky těla 45 až 55 cm, ocas je zhruba stejně dlouhý jako tělo, přičemž s hmotností až 8 kg představuje sifaka velký největší druh sifaky. Jeho hedvábná srst je bílá na hlavě, šedá na ramenou, zádech a ocasu, končetiny jsou zlaté. Spíše historicky byl sifaka velký považován za druh nabývající několika barevných forem, mj. včetně celistvě černé formy, žijící v horských lesích regionu Analamera, jež byla objevena teprve roku 1931. Momentálně je však považována za samostatný druh sifaka Perriersův (Propithecus perrieri).

## Chování
Sifaka velký je denní druh poloopice, žije prakticky výhradně na stromech, kde se pohybuje pomocí vertikálního lpění a skákání. Občasně může pobývat rovněž na zemi. Sociální skupiny tvoří 2 až 9 jedinců. Tlupa je mnohosamcového-mnohosamicového typu, samice bývají částečně filopatrické, tedy věrné domovské skupině. Sifakové si vymezují teritorium o rozloze 20 až 30 ha, a to za pomoci pachových značek, přičemž samci jsou z tohoto pohledu aktivnější. Vnitroskupinovou komunikaci zajišťuje bohatý repertoár různých volání.
O rozmnožování tohoto druhu nebylo zjištěno velké množství informací. Právo spářit je zřejmě určeno hierarchií ve skupině. Samice jsou schopny mít mláďata asi jednou za dva roky, k páření dochází během letních měsíců (na jižní polokouli tedy na přelomu roku), zhruba za šest měsíců se jim rodí 1 až 2 mláďata. Kojení může probíhat i po dobu dvou let. Pohlavní dospělosti je dosaženo asi do 5 let. Tehdy také samci opouštějí domovskou skupinu.
Sifaka velký se živí listy a plody, často také semeny.

## Ohrožení
Mezinárodní svaz ochrany přírody (IUCN) vede k roku 2020 sifaku velkého jako kriticky ohrožený druh, je zařazen též na první přílohu CITES. IUCN předpokládá v příštích 30 letech populační pokles o nejméně 80 %. Hlavní hrozbou je především pokračující ztráta přirozených stanovišť (těžba dřeva, ústup lesů pro zemědělství a plantážnictví) společně s loveckým tlakem. Druh je velmi vzácný a vyskytuje se jen v nízkých hustotách populací. Některé malé populace, ač chráněné, mohou být kvůli své izolovanosti z dlouhodobějšího hlediska neživotaschopné.
K dubnu 2022 sifaka velký přežívá v celkem 3 národních parcích a obývá i několik dalších rezervací.